# 二苯基砜
二苯基砜（英語：Diphenyl sulfone）是一种有机硫化合物，化学式(C6H5)2SO2，常温常压下为白色固体，可溶于有机溶剂。二苯基砜可作为处理高刚性聚合物如聚醚醚酮（PEEK）的高温溶剂。
二苯基砜可由苯与硫酸或发烟硫酸磺化合成，中间产物有苯磺酸，也可由苯磺酰氯和苯合成。